# Devin Oliver
Devin Michael Oliver (Kalamazoo, 2 luglio 1992) è un cestista statunitense.

## Palmarès
- Campionato sloveno: 2

Union Olimpija: 2016-17, 2017-18
- Coppa di Slovenia: 1

Union Olimpija: 2017